# Brandon Seabrook

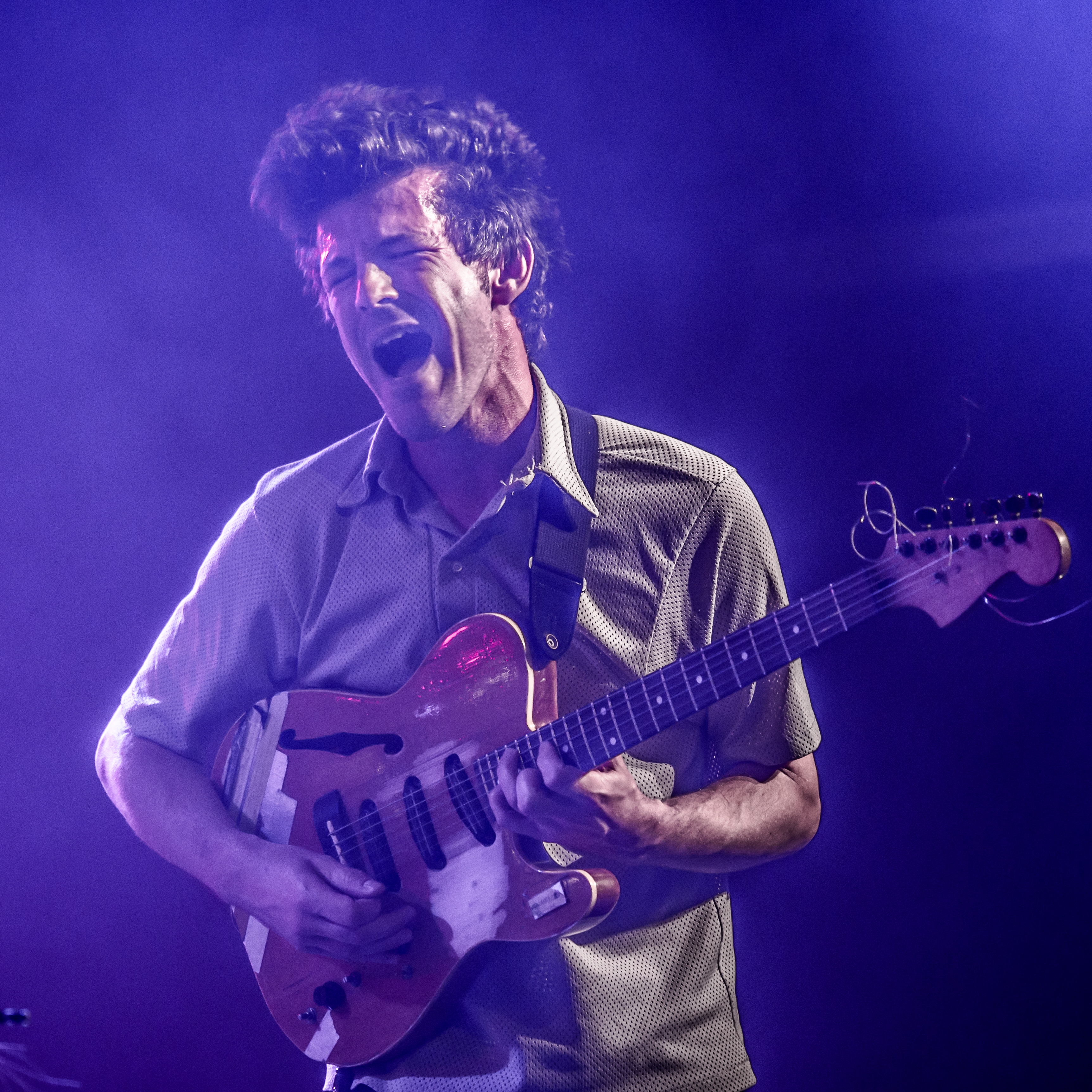
Brandon Seabrook beim Moers Festival 2015

Brandon Seabrook (* um 1975) ist ein US-amerikanischer Jazzgitarrist und Banjospieler.

## Leben und Wirken
Seabrook, der am New England Conservatory in Boston studierte, arbeitete mit Peter Evans, Ben Allison, Eivind Opsvik, in Gerald Cleavers Band Black Host und mit der Formation Mostly Other People Do the Killing.
Im Trio Seabrook Power Plant spielte er Tenorbanjo mit seinem Bruder Jared und dem Bassisten Tom Blancarte. 2014 veröffentlichte New Atlantis Records sein erstes Soloalbum mit dem Titel Sylphid Vitalizers. 2017 veröffentlichte er das Debütalbum seines Trios Needle Driver mit Allison Miller am Schlagzeug und Johnny DeBlase am Bass.
Weiterhin arbeitete er mit Anthony Braxton, Elliott Sharp, Joey Arias und war mit The Jazz Passengers auf Europatournee. Im Bereich des Jazz war er laut Tom Lord zwischen 2003 und 2020 an 34 Aufnahmesessions beteiligt. Village Voice wählte ihn 2012 zu „New Yorks bestem Gitarristen“. Zu hören ist er u. a. auch auf Ingrid Laubrocks Album The Last Quiet Place (2023).

## Diskografie (Auswahl)
- Seabrook Power Plant (Loyal Label, 2009)
- Seabrook Power Plant II (Loyal Label, 2011)
- Sylphid Vitalizers (New Atlantis, 2014)
- Die Trommel Fatale (New Atlantis, 2017, mit Eivind Opsvik, Chuck Bettis, Dave Treut, Sam Ospovat, Marika Hughes)
- Needle Driver (Nefarious Industries, 2017, mit Allison Miller, Johnny DeBlase)
- Brandon Seabrook Trio: Convulsionaries (Astral Spirits, 2018, mit Daniel Levin, Henry Fraser)
- Seabrook Trio: Exultations (Astral Spirits, 2020, mit Gerald Cleaver, Cooper-Moore)
- Three-Layer Cake: Stove Top (Rare Noise Records 2021, mit Mike Watt und Mike Pride)
- Seabrook Trio: In the Swarm (Astral Spirits, 2022, mit Gerald Cleaver, Cooper-Moore)
- Brandon Seabrook' Epic Proportions: Brutalovechamp (Pyroclastic Records, 2023), mit Nava Dunkelman, John McCowen, Marika Hughes, Eivind Opsvik, Henry Fraser, Sam Ospovat, Chuck Bettis
- Brandon Seabrook: Object of Unknown Function (Pyroclastic, 2024)
- Three Layer Cake: Sounds the Color of Grounds (Otherly Love Records, 2025), mit Mike Pride, Mike Watt